# 경제매거진
경제매거진은 1998년 11월 7일부터 2001년 4월 21일까지 방송되었던 경제시사 프로그램이다.

## 기획 의도
- ‘업계 트렌드’, ‘소비자경제정보’, ‘생활경제’, ‘매거진 인물’, ‘현장리포트’ 등의 코너로 경제정보를 전할 계획 경제 캠페인 프로도 신설한 경제시사 프로그램이다.

## 방송 시간
| 방송 채널 | 방송 기간                          | 방송 시간                            |
| --------- | ---------------------------------- | ------------------------------------ |
| MBC TV    | 1998년 11월 7일 ~ 2000년 5월 13일  | 매주 토요일 밤 10시 35분 ~ 11시 25분 |
| MBC TV    | 2000년 5월 20일 ~ 2000년 9월 9일   | 매주 토요일 밤 10시 40분 ~ 11시 30분 |
| MBC TV    | 2000년 10월 7일 ~ 2000년 10월 28일 | 매주 토요일 밤 10시 40분 ~ 11시 30분 |
| MBC TV    | 2000년 9월 16일                    | 토요일 밤 10시 55분 ~ 11시 45분      |
| MBC TV    | 2000년 9월 23일 ~ 2000년 9월 30일  | 매주 토요일 밤 10시 50분 ~ 11시 55분 |
| MBC TV    | 2000년 11월 4일 ~ 2001년 4월 21일  | 매주 토요일 밤 9시 45분 ~ 10시 15분  |

## 같이 보기
| MBC TV 토요일 밤 10시 35분 프로그램  | MBC TV 토요일 밤 10시 35분 프로그램 | MBC TV 토요일 밤 10시 35분 프로그램  |
| 이전 작품                            | 작품명                              | 다음 작품                            |
| ------------------------------------ | ----------------------------------- | ------------------------------------ |
| MBC 주말의 명화                      | 경제매거진 (1998.11.07 ~ 2000.5.13) | 전파견문록 (2000.5.13. ~ 2000.10.28) |
| MBC TV 토요일 밤 10시 40분 프로그램  |                                     |                                      |
| MBC 주말의 명화                      | 경제매거진 (2000.5.20 ~ 2000.9.2)   | 전파견문록 (2000.5.20 ~ 2000.9.2)    |
| MBC TV 토요일 밤 10시 55분 프로그램  |                                     |                                      |
| MBC 주말의 명화                      | 경제매거진 (2000.9.16)              | 전파견문록 (2000.9.16)               |
| MBC TV 토요일 밤 10시 50분 프로그램  |                                     |                                      |
| MBC 주말의 명화                      | 경제매거진 (2000.9.23 ~ 2000.9.30)  | 전파견문록 (2000.9.23 ~ 2000.9.30)   |
| MBC TV 토요일 밤 10시 40분 프로그램  |                                     |                                      |
| MBC 주말의 명화                      | 경제매거진 (2000.10.7 ~ 2000.10.28) | 전파견문록 (2000.10.7 ~ 2000.10.28)  |
| MBC TV 토요일 밤 9시 45분 프로그램   |                                     |                                      |
| 전파견문록 (1999.10.23 ~ 2000.10.28) | 경제매거진 (2000.11.4 ~ 2001.4.21)  | 미디어 비평 (2001.4.28 ~ 2001.11.3)  |